# Lili Parthey

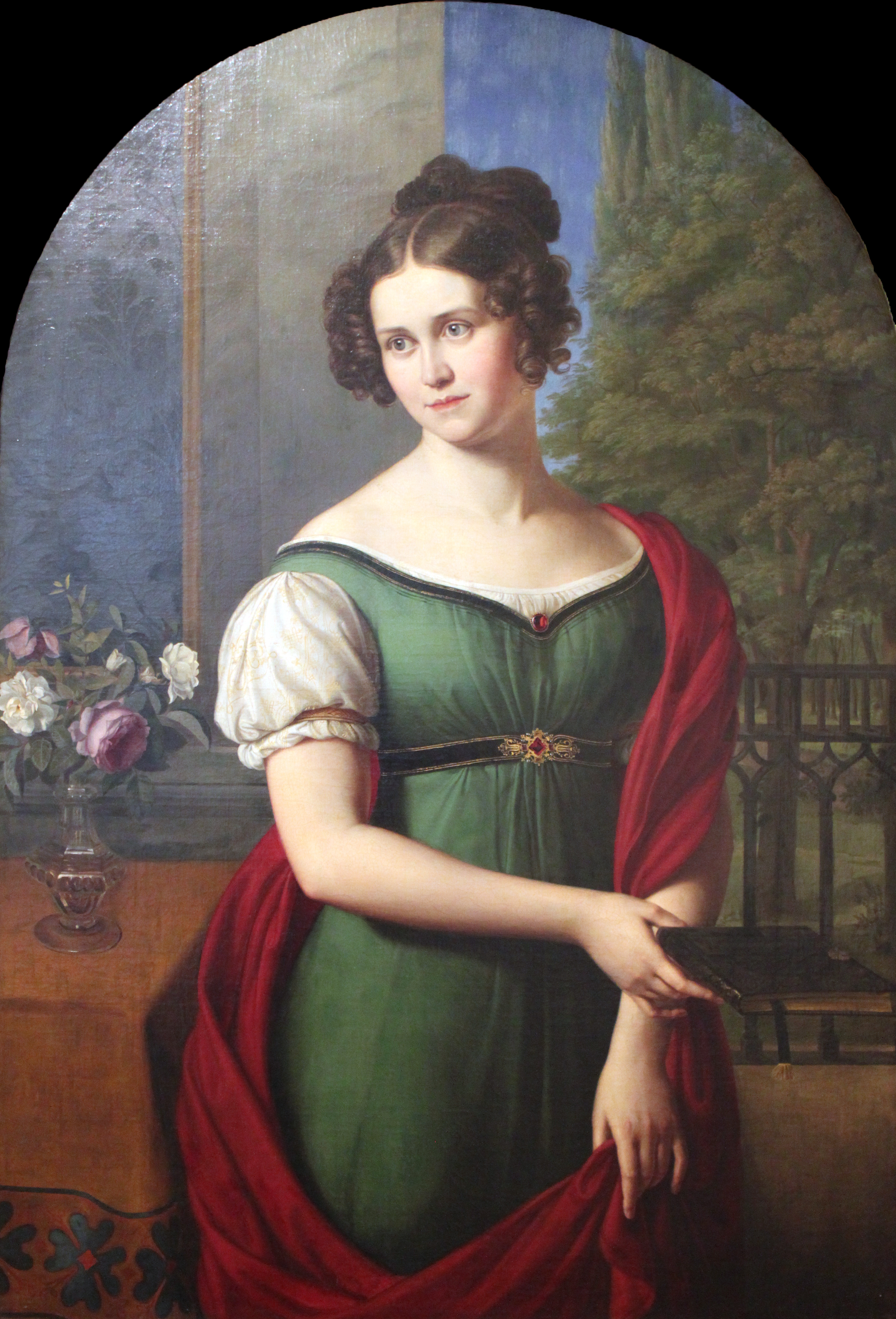
Friedrich Wilhelm von Schadow, Lili Parthey

Lili Parthey (eigentlich: Elisabeth Parthey, * 1800; † 1829) war eine deutsche Autorin, deren Tagebücher als wichtige historische Zeugnisse zur Biedermeierzeit angesehen werden.

## Leben
Lili Parthey war eine Enkelin Friedrich Nicolais und eine Schwester Gustav Partheys. Sie erhielt Gesangsunterricht bei Amalie Seebald und heiratete im Jahr 1825 den Komponisten Bernhard Klein. Aus der Ehe ging eine Tochter, Elisabeth Klein (1828–1899), hervor, die mit dem Ägyptologen Karl Richard Lepsius verheiratet war. Parthey war Mitglied der Berliner Singakademie und verkehrte in den 1820ern in den Berliner Salons. Lili Partheys Tagebücher wurden 1926 von ihrem Enkel Bernhard Lepsius in Druck gegeben. Diese Aufzeichnungen geben ein anschauliches Bild vom bürgerlichen Lebensstil im Berlin ihrer Zeit. Die zwischen 1814 und 1829 verfassten Tagebücher befinden sich im Besitz ihrer Familie. Sie wurden 2007 im Rahmen der Ausstellung Biedermanns Abendgemütlichkeit im Berliner Stadtmuseum (Ephraim-Palais) gezeigt; Teile daraus, gelesen von Blanche Kommerell, waren in einzelnen Räumen der Ausstellung abrufbar. 2012 waren sie in der Ausstellung geSchichten und beFunde im Märkischen Museum zu sehen.
Ein Bildnis Lili Partheys aus der Zeit um 1825 von Friedrich Wilhelm von Schadow zeigt sie in der zeittypischen biedermeierlichen Mode mit fast schulterfreiem Kleid, schmucklosem Hals, Mittelscheitel, Stocklocken und Chignon; Goethe widmete ihr am 23. Juli 1823 die Verse: 
Du hattest gleich mir’s angethan,

Doch nun gewahr ich neues Leben;

Ein süßer Mund blickt uns gar freundlich an,

Wenn er uns einen Kuß gegeben.